# Formula molecolare
La formula molecolare è la formula chimica che rappresenta la costituzione atomica di una molecola in lettere (per indicare gli elementi) e cifre (per indicare il numero di atomi dello stesso elemento nella molecola).
Ad esempio il glucosio ha formula molecolare:
{\displaystyle {\ce {C6H12O6}}}
avendo sei atomi di carbonio legati a dodici atomi di idrogeno su sei dei quali sono legati un atomo di ossigeno ciascuno.

## Svantaggi
La formula molecolare ha diverse limitazioni: non può ad esempio fornire informazioni dettagliate circa la struttura molecolare né riesce a identificare eventuali isomeri. Questo è particolarmente scomodo in chimica organica, dove per sopperire parzialmente al problema si sono adottate diverse convenzioni per evidenziare il gruppo funzionale:
- Gli alcani/composti aromatici/cicloalifatici sono rappresentati normalmente (ad esempio metano CH4) o per multiplo accostamento o raggruppamento di alchili (ad esempio butano CH3CH2CH2CH3 o  CH3(CH2)2CH3)
- Negli alcheni/dieni/alchini si usa indicare dove si trovi il doppio/triplo legame qualora ci fosse dubbio (ad esempio 1-butene CH2=CHCH3CH3)
- Gli alcoli tendono a sottolineare la presenza del gruppo -OH nella molecola (ad esempio 1-propanolo CH2OHCH3CH3)
- Aldeidi/chetoni/eteri allo stesso modo evidenziano il gruppo =O nella molecola (ad esempio propanone CH3COCH3)
- Negli acidi carbossilici si risalta invece il gruppo carbossilico con la scrittura -COOH (ad esempio acido etanoico CH3COOH)
- Gli esteri invece risaltano il gruppo funzionale con la scrittura -COO (ad esempio metilmetanoato HCOOCH3)